# Kalvarienberg Kirchberg am Wechsel

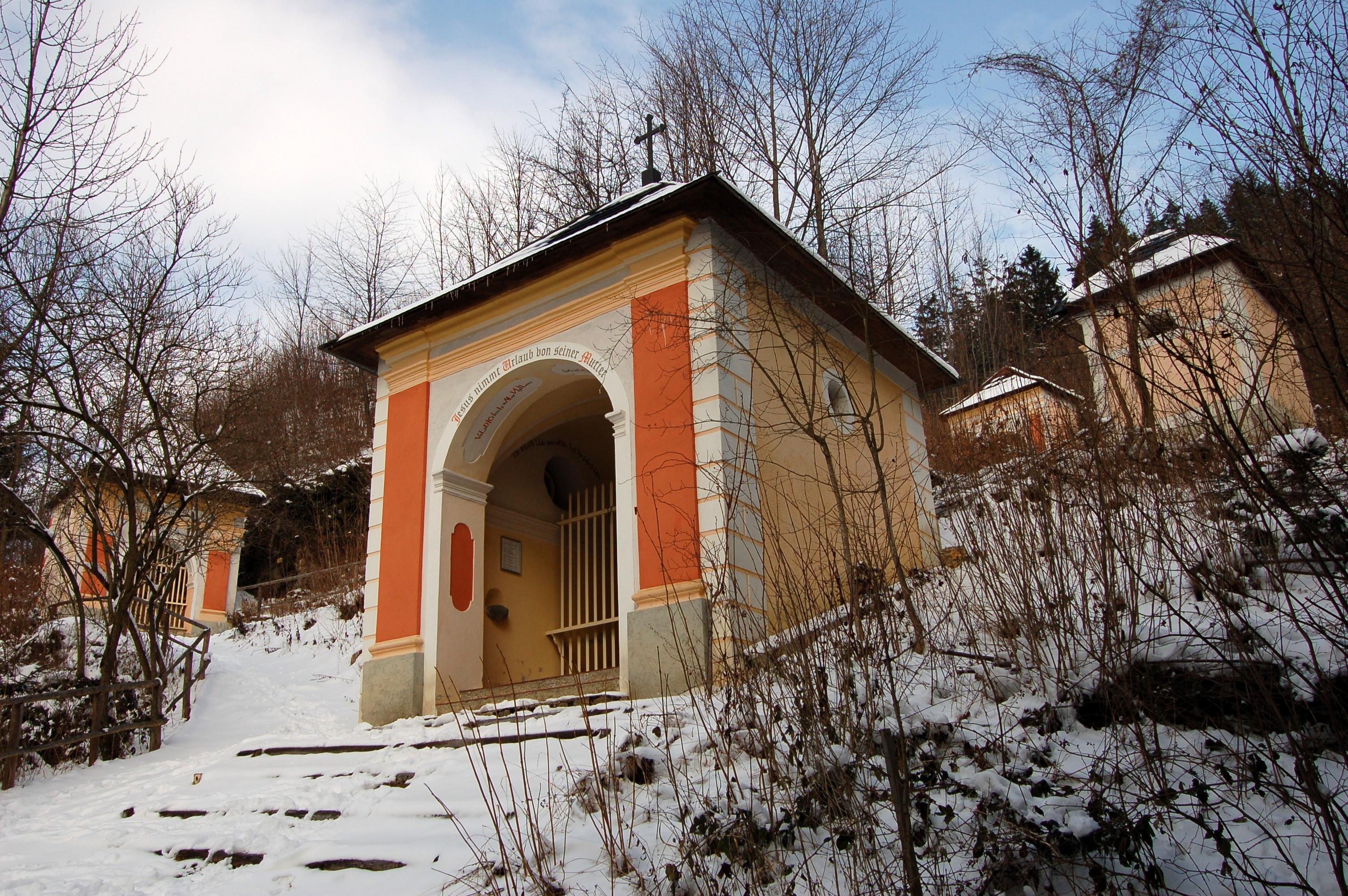
Urlauberkapelle

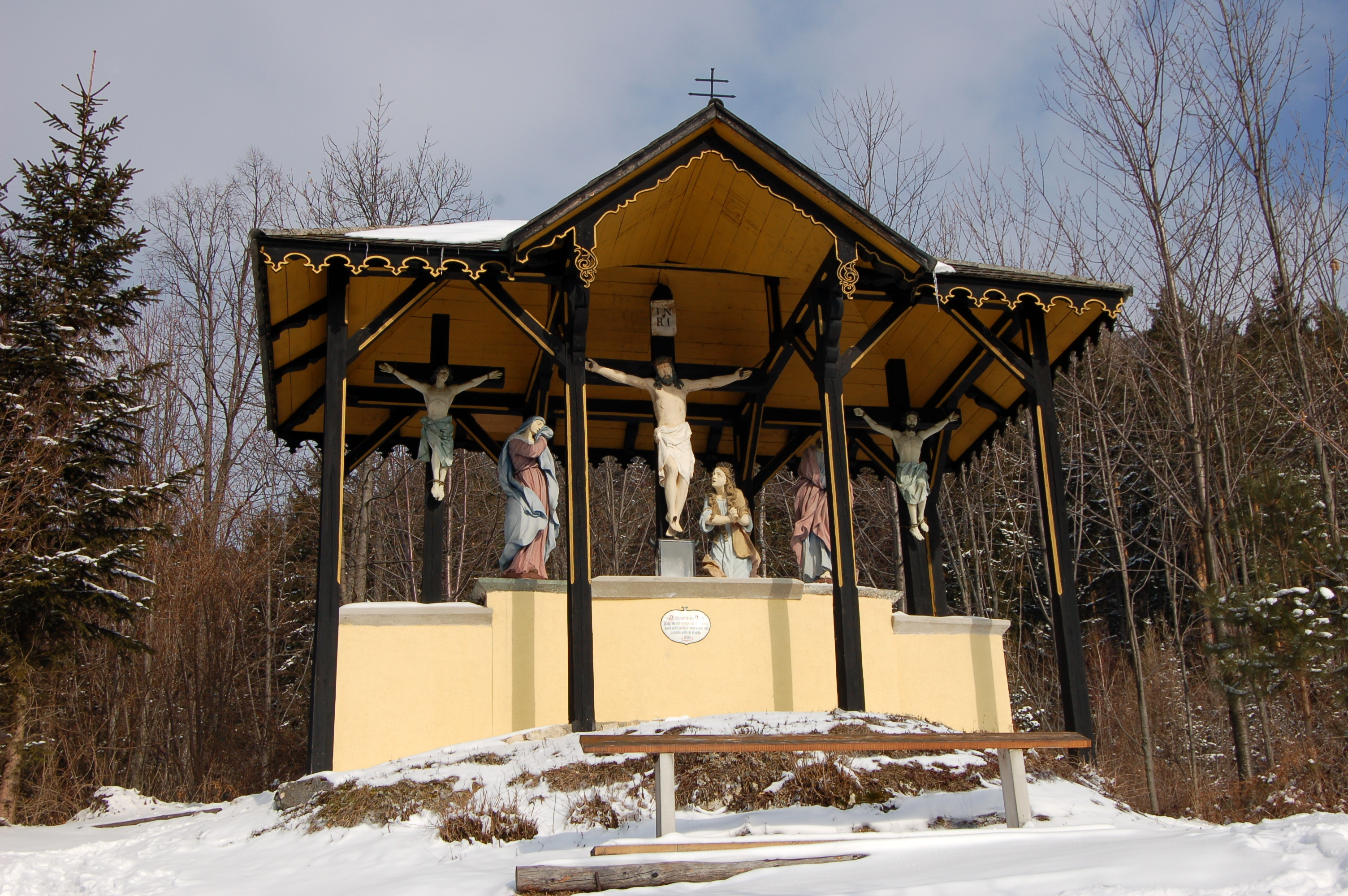
Kreuzigungsgruppe

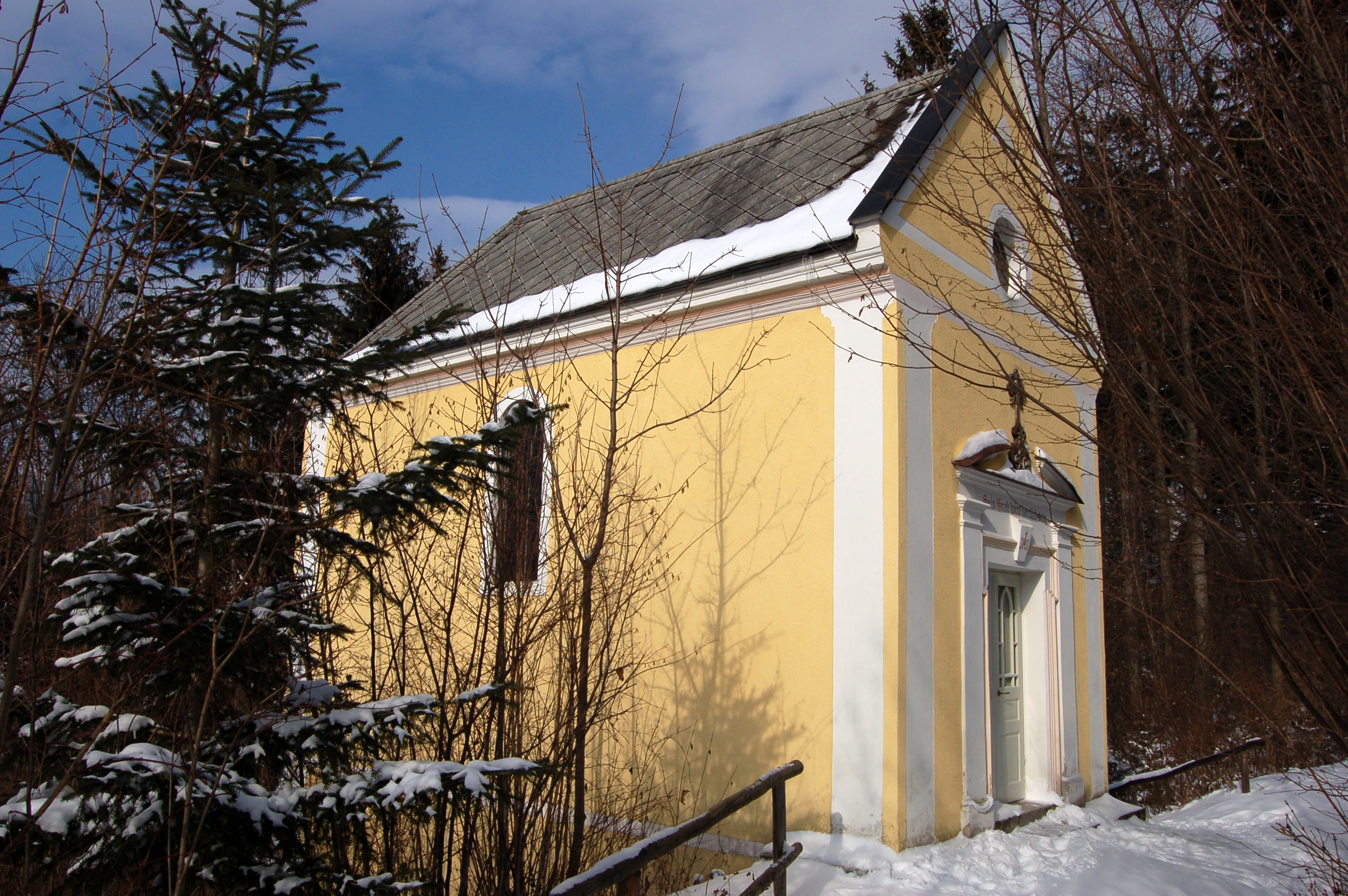
Grabkapelle

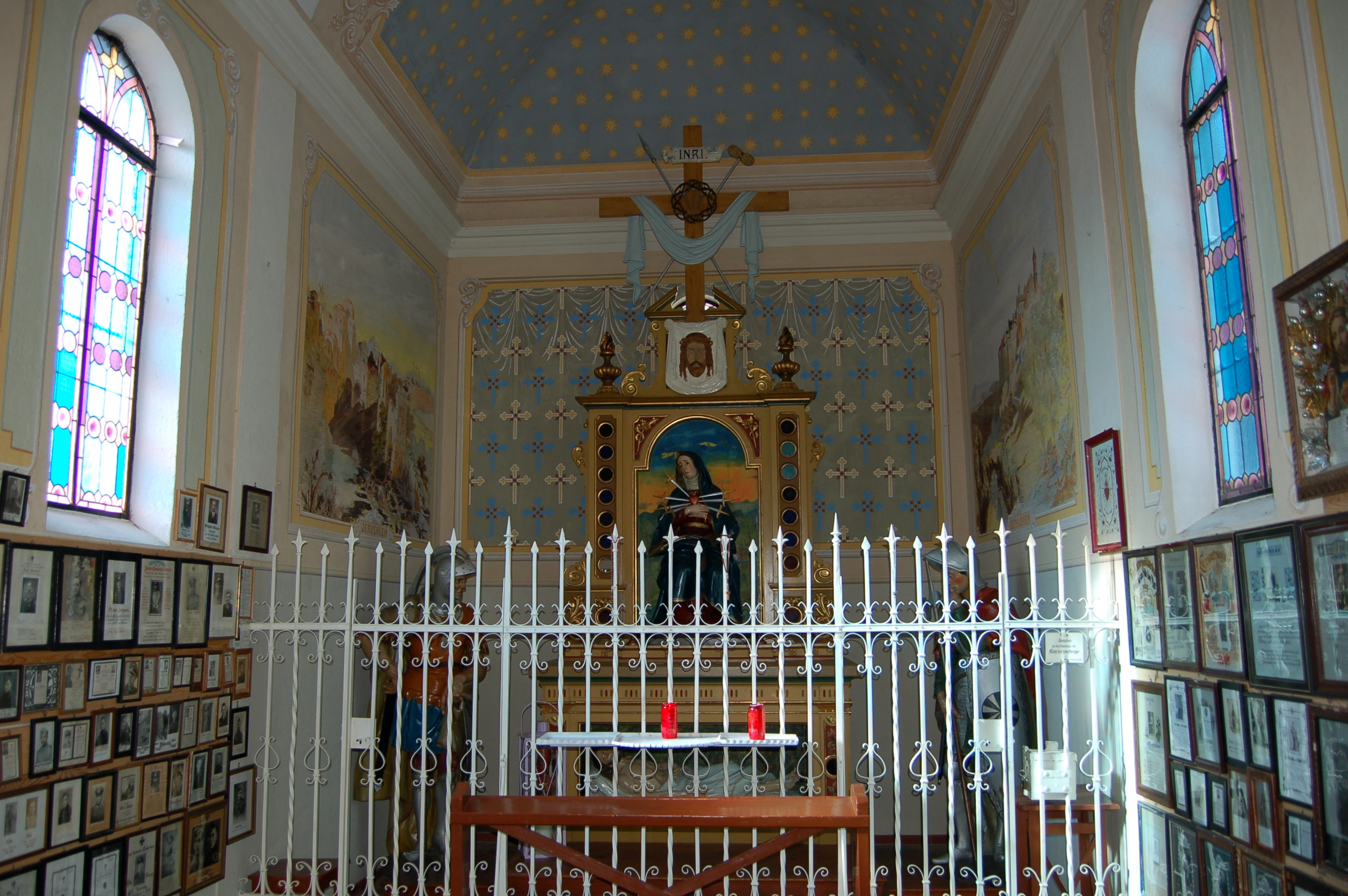
Grabkapelle, Innenansicht

Der Kalvarienberg Kirchberg am Wechsel befindet sich nördlich über dem Ort der Marktgemeinde Kirchberg am Wechsel im Bezirk Neunkirchen in Niederösterreich. Der Kalvarienberg steht unter Denkmalschutz (Listeneintrag). 

## Geschichte
Der bauliche Anlage wurde 1713/1714 durch das Augustiner-Chorfrauenstift gestiftet. Die Grabkapelle wurde im Anfang des 20. Jahrhunderts errichtet.

## Kalvarienberg
Die Anlage mit sieben Stationen bilden eine Urlauberkapelle, vier Kreuzwegstationen, die Kreuzigungsgruppe und die Grabkapelle.
Die kleinen barocken Kapellen haben Walmdächer und zeigen im Putz eine Ortsteinquaderung, Rundfenster und pilastergerahmte Rundbogenöffnungen. Eingerichtet sich die Kapellen mit barocken Figurengruppen mit der Darstellung des Schmerzhaften Rosenkranzes.
Die Kreuzigungsgruppe mit sechs Figuren steht unter einem hölzernen Schutzdach mit Schnitzdekor um 1900.
Die Grabkapelle zur Schmerzhaften Mutter ist ein zweigeschoßiger Bau unter einem Satteldach mit Dreiecksgiebel. Die Fassade zeigt eine Putzfeldgliederung und Rundbogenfenster. Das Kapelleninnere hat ein Tonnengewölbe mit einer Deckenmalerei Sternenhimmel und eine Wandmalerei mit biblischen Landschaften aus dem Anfang des 20. Jahrhunderts. Der Altar trägt eine Statue Mater Dolorosa wohl aus dem 18. Jahrhundert, der Altar befindet sich über einem Heiliggrab flankiert mit lebensgroßen Statuen von Grabwächtern. Mit Erinnerungen an den Kapellenwänden dient die Grabkapelle als Gedenkstätte für die Gefallenen des Ersten und Zweiten Weltkrieges.